# Isabella Ferreira
Isabella Ferreira (Los Angeles, EUA, 20 de desembre de 2002) és una actriu estatunidenca coneguda pel seu treball a la televisió i el cinema. Va guanyar protagonisme com a Pilar Salazar a la popular sèrie dramàtica per a adolescents de Hulu Love, Victor, (2020–2022) un spin-off de la pel·lícula Love, Simon del 2018. La seua interpretació de Pilar, la germana petita del personatge principal, ha estat elogiada per la seua profunditat i ressonància emocional.
La seua carrera va començar amb aparicions en curtmetratges i papers convidats a la televisió. Isabella Ferreira va fer el seu debut al llargmetratge com Olive Tabor a la pel·lícula del 2017 Beyond My Skin. Va obtenir un reconeixement més ampli quan va ser seleccionada com a Pilar Salazar a Love, Victor, que es va estrenar a Hulu el juny del 2020.A més del seu treball a Love, Victor, ha aparegut en altres projectes, incloent-hi papers convidats a Orange Is the New Black i papers en pel·lícules independents.
Va protagonitzar al costat de Rowan Blanchard la pel·lícula de Hulu Crush, que es va estrenar l'abril de 2022. L'agost de 2024 també va interpretar el personatge de Bailey a la comèdia per a adolescents de Netflix Incoming, dirigida per Dave Chernin. Inicialment havia estat seleccionada per a un paper secundari per a la pel·lícula.